# Poreče, Štefan na Zilji
Poreče (nemško Pörtschach) je naselje občine Štefan na Zilji v okraju Šmohor na Koroškem v Avstriji.